# Monochamus villiersi
Monochamus villiersi là một loài bọ cánh cứng trong họ Cerambycidae.